# Az Újpest FC 2008–2009-es szezonja
Az Újpest FC 2008–2009-es szezonja szócikk az Újpest FC első számú férfi labdarúgócsapatának egy szezonjáról szól, mely sorozatban a 97., összességében pedig a 103. idénye a csapatnak a magyar első osztályban. A klub fennállásának ekkor volt a 123. évfordulója.

## Mérkőzések
| Színmagyarázat | Színmagyarázat |
| -------------- | -------------- |
|                | Győzelem.      |
|                | Döntetlen.     |
|                | Vereség.       |

### Soproni Liga 2008–09

#### Őszi fordulók
| 1. forduló 2008. július 26. 20:00 |

| Újpest                         | 1 – 0               | Nyíregyháza Spartacus                          |
| ------------------------------ | ------------------- | ---------------------------------------------- |
| Kabát 40' Vaskó 43' Remili 50' | (1 – 0) Jegyzőkönyv | Belényesi 17' Goia 26' Dosso 43' Lăzăreanu 66′ |

| Szusza Ferenc Stadion, Budapest Nézőszám: 4 449 Játékvezető: Andó-Szabó Sándor (magyar) |

| 2. forduló 2008. augusztus 1. 19:00 |

| Vasas                                                                  | 4 – 2               | Újpest                                       |
| ---------------------------------------------------------------------- | ------------------- | -------------------------------------------- |
| Dobrić 11' Németh 12' 61' Divić 47' Lázok 68' Paripović 36' Piller 47' | (2 – 0) Jegyzőkönyv | Kabát 61' Vaskó 82' 27' Božić 39' Lipták 68' |

| Illovszky Rudolf Stadion, Budapest Nézőszám: 4 000 Játékvezető: Vad II. István (magyar) |

| 3. forduló 2008. augusztus 9. 20:00 |

| BFC Siófok                       | 0 – 1               | Újpest                           |
| -------------------------------- | ------------------- | -------------------------------- |
| Fülöp 60' Sütő 65' Mogyorósi 83′ | (0 – 0) Jegyzőkönyv | Rajczi 83' Jucemar 26' Kabát 41' |

| Révész Géza utcai stadion, Siófok Nézőszám: 5 000 Játékvezető: Berger József (magyar) |

| 4. forduló 2008. augusztus 15. 19:00 |

| Újpest                                   | 1 – 0               | Haladás                       |
| ---------------------------------------- | ------------------- | ----------------------------- |
| Rajczi 9' Dudić 24' Lipták 32' Vaskó 90' | (1 – 0) Jegyzőkönyv | Rajos 8' Simon 81' Kuttor 86' |

| Szusza Ferenc Stadion, Budapest Nézőszám: 3 424 Játékvezető: Iványi Zoltán (magyar) |

| 5. forduló 2008. augusztus 23. 20:00 |

| Debreceni VSC                  | 1 – 1               | Újpest    |
| ------------------------------ | ------------------- | --------- |
| Oláh 76' Kerekes 59' Szűcs 63' | (0 – 0) Jegyzőkönyv | Simon 70' |

| Oláh Gábor utcai stadion, Debrecen Nézőszám: 7 500 Játékvezető: Mészáros István (magyar) Asszisztensek: Viszokai László Vígh Tibor |

| 6. forduló 2008. augusztus 30. 15:00 |

| Újpest                                                                           | 4 – 3               | Kecskeméti TE                                                              |
| -------------------------------------------------------------------------------- | ------------------- | -------------------------------------------------------------------------- |
| Ćutuk 7' Božić 20' 75' Kabát 73' 88' 89' Mijadinoszki 21' Sándor 57' Széki 90+1' | (2 – 0) Jegyzőkönyv | Litsingi 68' Csordás 70' 80' (11-esből) Grkinić 61' Čukić 83' Mitrović 84' |

| Szusza Ferenc Stadion, Budapest Nézőszám: 5 212 Játékvezető: Kassai Viktor (magyar) |

| 7. forduló 2008. szeptember 14. 17:30 |

| Rákospalotai EAC                                | 1 – 3               | Újpest                                         |
| ----------------------------------------------- | ------------------- | ---------------------------------------------- |
| Nyerges 3' Kovács 72' Horváth 77′ Balaskó 90+2' | (1 – 3) Jegyzőkönyv | Ćutuk 5' Mijadinoszki 18' Kabát 44' Remili 81' |

| Budai II László Stadion, Budapest Nézőszám: 3 000 Játékvezető: Solymosi Péter (magyar) |

| 8. forduló 2008. szeptember 21. 17:30 |

| Újpest                                   | 3 – 2               | Kaposvári Rákóczi                                            |
| ---------------------------------------- | ------------------- | ------------------------------------------------------------ |
| Mijadinoszki 6' 52' Ćutuk 25' Rajczi 64' | (2 – 0) Jegyzőkönyv | Nikolics 60' Zahorecz 83' 90' Bogdán 16' Graszl 19' Pest 41' |

| Szusza Ferenc Stadion, Budapest Nézőszám: 4 813 Játékvezető: Berger József (magyar) |

| 9. forduló 2008. szeptember 27. 15:00 |

| Budapest Honvéd           | 1 – 1               | Újpest                                 |
| ------------------------- | ------------------- | -------------------------------------- |
| Abraham 11' Smiljanić 23' | (1 – 1) Jegyzőkönyv | Maróti 41' (öngól) Kiss 17' Lipták 26' |

| Bozsik József Stadion, Budapest Nézőszám: 3 000 Játékvezető: Mészáros István (magyar) |

| 10. forduló 2008. október 4. 15:00 |

| Újpest                                        | 4 – 1               | MTK Budapest            |
| --------------------------------------------- | ------------------- | ----------------------- |
| Božić 19' 58' Bori 51' Kabát 90+1' Sándor 60' | (1 – 0) Jegyzőkönyv | Nagy 84' 42' Zsidai 23' |

| Szusza Ferenc Stadion, Budapest Nézőszám: 4 289 Játékvezető: Solymosi Péter (magyar) |

| 11. forduló 2008. október 19. 17:30 |

| Diósgyőr | 0 – 0               | Újpest                         |
| -------- | ------------------- | ------------------------------ |
|          | (0 – 0) Jegyzőkönyv | Bori 35' Pollák 77' Rajczi 90' |

| DVTK-stadion, Miskolc Nézőszám: 6 500 Játékvezető: Arany Tamás (magyar) |

| 12. forduló 2008. október 26. 17:30 |

| Újpest                                  | 3 – 1               | Paksi FC                      |
| --------------------------------------- | ------------------- | ----------------------------- |
| Kabát 55' 89' 23' Korcsmár 82' Božić 3' | (0 – 0) Jegyzőkönyv | Kiss 52' Böde 26' Kriston 34' |

| Szusza Ferenc Stadion, Budapest Nézőszám: 4 355 Játékvezető: Bognár Tamás (magyar) |

| 13. forduló 2008. október 31. 19:00 |

| Zalaegerszegi TE                           | 2 – 2               | Újpest                                                |
| ------------------------------------------ | ------------------- | ----------------------------------------------------- |
| Waltner 24' 71' (11-esből) 26' Szamosi 63' | (1 – 2) Jegyzőkönyv | Korcsmár 4' Rajczi 43' Dudić 21' Lipták 66′ Božić 73' |

| ZTE Aréna, Zalaegerszeg Nézőszám: 6 520 Játékvezető: Kassai Viktor (magyar) |

| 14. forduló 2008. november 7. 19:00 |

| Újpest                                         | 1 – 1               | Győri ETO                                 |
| ---------------------------------------------- | ------------------- | ----------------------------------------- |
| Šupić 2' (öngól) Rajczi 49' Kabát 69' Bori 84' | (1 – 1) Jegyzőkönyv | Tokody 20' Völgyi 55' Zámbó 76′ Bicák 81' |

| Szusza Ferenc Stadion, Budapest Nézőszám: 6 748 Játékvezető: Mészáros István (magyar) |

| 15. forduló 2008. november 16. 17:30 |

| FC Fehérvár | 0 – 0               | Újpest    |
| ----------- | ------------------- | --------- |
| Koller 75'  | (0 – 0) Jegyzőkönyv | Dudić 79' |

| Sóstói Stadion, Székesfehérvár Nézőszám: 3 628 Játékvezető: Bede Ferenc (magyar) |

#### Tavaszi fordulók
| 16. forduló 2009. február 22. 17:30 |

| Nyíregyháza Spartacus                   | 1 – 3               | Újpest                                                                     |
| --------------------------------------- | ------------------- | -------------------------------------------------------------------------- |
| Apostu 4' (11-esből) 56' Imedasvili 68' | (1 – 1) Jegyzőkönyv | Kabát 25' Mijadinoszki 66' 63' Rajczi 83' Dudić 30' Božić 31' Korcsmár 39' |

| Nyíregyháza Városi Stadion, Nyíregyháza Nézőszám: 2 500 Játékvezető: Iványi Zoltán (magyar) |

| 17. forduló 2009. május 6. 18:00 |

| Újpest                                                             | 3 – 1               | Vasas                                       |
| ------------------------------------------------------------------ | ------------------- | ------------------------------------------- |
| Tisza 14' Kabát 22' (11-esből) 45' Simek 17′ Pollák 35' Malone 77' | (3 – 1) Jegyzőkönyv | Dobrić 4' Németh 21' Vujović 55' Laczkó 67′ |

| Szusza Ferenc Stadion, Budapest Nézőszám: 3 168 Játékvezető: Szabó Zsolt (magyar) |

| 18. forduló 2009. március 7. 18:00 |

| Újpest                                      | 2 – 0               | BFC Siófok                                 |
| ------------------------------------------- | ------------------- | ------------------------------------------ |
| Rajczi 52' 2' Tisza 90' Kabát 63' Dudić 77' | (0 – 0) Jegyzőkönyv | Sütő 12' Kanta 40' Roni 68' Magasföldi 82' |

| Szusza Ferenc Stadion, Budapest Nézőszám: 4 667 Játékvezető: Veizer Roland (magyar) |

| 19. forduló 2009. március 13. 19:00 |

| Haladás            | 0 – 2               | Újpest                                                |
| ------------------ | ------------------- | ----------------------------------------------------- |
| Tóth 55' Sipos 83' | (0 – 1) Jegyzőkönyv | Tisza 8' Foxi 58' Bori 20' Mijadinoszki 61' Simek 87′ |

| Rohonci úti stadion, Szombathely Nézőszám: 7 000 Játékvezető: Szabó Zsolt (magyar) |

| 20. forduló 2009. március 20. 19:00 |

| Újpest                                      | 2 – 0               | Debreceni VSC |
| ------------------------------------------- | ------------------- | ------------- |
| Kabát 7' Rajczi 58' 75' Pollák 73' Foxi 78' | (1 – 0) Jegyzőkönyv | Komlósi 51'   |

| Szusza Ferenc Stadion, Budapest Nézőszám: 10 265 Játékvezető: Kassai Viktor (magyar) |

| 21. forduló 2009. április 4. 15:00 |

| Kecskeméti TE         | 2 – 2               | Újpest                                                      |
| --------------------- | ------------------- | ----------------------------------------------------------- |
| Gyagya 8' Csordás 49' | (1 – 1) Jegyzőkönyv | Rajczi 33' Korcsmár 67' Dudić 62' Bori 62' Mijadinoszki 71' |

| Széktói Stadion, Kecskemét Nézőszám: 6 000 Játékvezető: Andó-Szabó Sándor (magyar) |

| 22. forduló 2009. április 11. 19:00 |

| Újpest                            | 3 – 0               | Rákospalotai EAC      |
| --------------------------------- | ------------------- | --------------------- |
| Kabát 19' 34' Božić 74' Simon 87' | (1 – 0) Jegyzőkönyv | Varga 15' Ambrusz 36' |

| Szusza Ferenc Stadion, Budapest Nézőszám: 5 027 Játékvezető: Németh Ádám (magyar) |

| 23. forduló 2009. április 18. 15:00 |

| Kaposvári Rákóczi                                                   | 2 – 3               | Újpest                                                             |
| ------------------------------------------------------------------- | ------------------- | ------------------------------------------------------------------ |
| Zsolnai 4' Zahorecz 32' (11-esből) Hegedűs 33' Gujić 52' Kovács 54' | (2 – 1) Jegyzőkönyv | Pollák 44' Rajczi 70' Tisza 84' 54' Stokes 27' Kabát 29' Božić 30' |

| Rákóczi Stadion, Kaposvár Nézőszám: 4 000 Játékvezető: Kassai Viktor (magyar) |

| 24. forduló 2009. április 24. 19:00 |

| Újpest                                            | 3 – 0               | Budapest Honvéd            |
| ------------------------------------------------- | ------------------- | -------------------------- |
| Kabát 12' 86' Malone 49' 50' Pollák 38′ Tisza 43' | (1 – 0) Jegyzőkönyv | Debreceni 26' Benjamin 69′ |

| Szusza Ferenc Stadion, Budapest Nézőszám: 8 196 Játékvezető: Fábián Mihály (magyar) |

| 25. forduló 2009. április 29. 18:00 |

| MTK Budapest                 | 3 – 2               | Újpest                 |
| ---------------------------- | ------------------- | ---------------------- |
| Pátkai 42' 78' Urbán 88' 62' | (1 – 1) Jegyzőkönyv | Korcsmár 45' Tisza 46' |

| Hidegkuti Nándor Stadion, Budapest Nézőszám: 2 000 Játékvezető: Iványi Zoltán (magyar) |

| 26. forduló 2009. május 3. 17:30 |

| Újpest                    | 2 – 2               | Diósgyőr                                   |
| ------------------------- | ------------------- | ------------------------------------------ |
| Foxi 55' Korcsmár 69' 63' | (0 – 0) Jegyzőkönyv | Tóth 56' Honma 67' Búrány 73' Visković 82' |

| Szusza Ferenc Stadion, Budapest Nézőszám: 5 617 Játékvezető: Andó-Szabó Sándor (magyar) |

| 27. forduló 2009. május 9. 19:00 |

| Paksi FC                                       | 3 – 1               | Újpest                                                |
| ---------------------------------------------- | ------------------- | ----------------------------------------------------- |
| Éger 49' 50' Horváth 55' Vári 90+1' Tököli 76' | (0 – 1) Jegyzőkönyv | Tisza 12' Korcsmár 43' Malone 72' Dudić 76' Kabát 79′ |

| Fehérvári úti stadion, Paks Nézőszám: 5 500 Játékvezető: Arany Tamás (magyar) |

| 28. forduló 2009. május 15. 19:00 |

| Újpest                                   | 2 – 1               | Zalaegerszegi TE                                             |
| ---------------------------------------- | ------------------- | ------------------------------------------------------------ |
| Lipták 36' Simon 59' Tisza 35' Božić 67' | (1 – 0) Jegyzőkönyv | Pavićević 86' Sluka 44' Szamosi 67' Kovács 84' Horváth 90+2' |

| Szusza Ferenc Stadion, Budapest Nézőszám: 4 238 Játékvezető: Solymosi Péter (magyar) |

| 29. forduló 2009. május 23. 15:00 |

| Győri ETO                                                        | 4 – 3               | Újpest                                                                  |
| ---------------------------------------------------------------- | ------------------- | ----------------------------------------------------------------------- |
| Brnović 24' Božić 42' (öngól) Kiss 58' Alekszidze 89' Dorogi 71' | (2 – 3) Jegyzőkönyv | Tisza 13' (11-esből) Simon 17' Pollák 41' Božić 35' Stokes 64' Bori 88' |

| ETO Park, Győr Nézőszám: 2 500 Játékvezető: Andó-Szabó Sándor (magyar) |

| 30. forduló 2009. május 29. 19:00 |

| Újpest                                     | 1 – 2               | FC Fehérvár                       |
| ------------------------------------------ | ------------------- | --------------------------------- |
| Kabát 69' Lipták 49' Dudić 57' Božić 90+3′ | (0 – 2) Jegyzőkönyv | André Alves 30' Vujović 45' 90+3′ |

| Szusza Ferenc Stadion, Budapest Nézőszám: 4 293 Játékvezető: Szabó Zsolt (magyar) |

#### A bajnokság végeredménye
| #   | Csapat                    | M  | GY | D  | V  | G+ – G– | GK  | P  | Megjegyzések                  |
| --- | ------------------------- | -- | -- | -- | -- | ------- | --- | -- | ----------------------------- |
| 1.  | Debreceni VSC (B) (I)     | 30 | 21 | 5  | 4  | 70–29   | +41 | 68 | Bajnokok Ligája (selejtező)   |
| 2.  | Újpest (I)                | 30 | 17 | 8  | 5  | 61–38   | +23 | 59 | Európa-liga (2. selejtezőkör) |
| 3.  | Haladás Ú (I)             | 30 | 16 | 5  | 9  | 44–29   | +15 | 53 | Európa-liga (1. selejtezőkör) |
| 4.  | Zalaegerszegi TE          | 30 | 15 | 7  | 8  | 52–44   | +8  | 52 |                               |
| 5.  | Kecskeméti TE Ú           | 30 | 14 | 6  | 10 | 55–44   | +11 | 48 |                               |
| 6.  | FC Fehérvár               | 30 | 14 | 6  | 10 | 42–34   | +8  | 48 |                               |
| 7.  | MTK Budapest CV           | 30 | 13 | 6  | 11 | 43–41   | +2  | 45 |                               |
| 8.  | Győri ETO                 | 30 | 11 | 10 | 9  | 57–41   | +16 | 43 |                               |
| 9.  | Kaposvári Rákóczi         | 30 | 11 | 7  | 12 | 51–46   | +5  | 40 |                               |
| 10. | Vasas                     | 30 | 11 | 5  | 14 | 42–52   | −10 | 38 |                               |
| 11. | Paksi FC                  | 30 | 9  | 8  | 13 | 38–51   | −13 | 35 |                               |
| 12. | Diósgyőr                  | 30 | 9  | 6  | 15 | 29–45   | −16 | 33 |                               |
| 13. | Budapest Honvéd (KGY) (I) | 30 | 8  | 8  | 14 | 31–46   | −15 | 32 | Európa-liga (3. selejtezőkör) |
| 14. | Nyíregyháza Spartacus     | 30 | 7  | 11 | 12 | 32–41   | −9  | 32 |                               |
| 15. | BFC Siófok (K)            | 30 | 8  | 2  | 20 | 30–56   | −26 | 26 | NB II                         |
| 16. | Rákospalotai EAC (K)      | 30 | 3  | 6  | 21 | 33–73   | −40 | 15 | NB II                         |

Utolsó frissítés: 2013. február 19. 
Forrás: MLSZ adatbank 
A rangsorolás alapszabályai: 1. összpontszám, 2. győzelmek száma, 3. egymás elleni eredmények összpontszáma,  4. egymás elleni eredmények gólkülönbsége, 5. egymás elleni eredmények szerzett góljainak száma 6. gólkülönbség, 7. szerzett gólok száma.
(B): Bajnokcsapat, (K): Kieső csapat, (F): Feljutó csapat, (I): Kupainduló, (R): A rájátszás győztese, (KGY): Kupagyőztes

#### Az eredmények összesítése
Az alábbi táblázatban összesítve szerepelnek az Újpest FC 2008/09-es bajnokságban elért eredményei.
| Ősz/tavasz (forduló)    | Otthon | Otthon | Otthon | Otthon | Otthon | Otthon | Otthon | Idegenben | Idegenben | Idegenben | Idegenben | Idegenben | Idegenben | Idegenben |
| Ősz/tavasz (forduló)    | M      | GY     | D      | V      | LG–KG  | GK     | P      | M         | GY        | D         | V         | LG–KG     | GK        | P         |
| ----------------------- | ------ | ------ | ------ | ------ | ------ | ------ | ------ | --------- | --------- | --------- | --------- | --------- | --------- | --------- |
| Őszi szezon (1–15.)     | 7      | 6      | 1      | 0      | 17–8   | +9     | 19     | 8         | 2         | 5         | 1         | 10–9      | +1        | 11        |
| Tavaszi szezon (16–30.) | 8      | 6      | 1      | 1      | 18–6   | +12    | 19     | 7         | 3         | 1         | 3         | 16–15     | +1        | 10        |
| Összesen (1–30.)        | 15     | 12     | 2      | 1      | 35–14  | +21    | 38     | 15        | 5         | 6         | 4         | 26–24     | +2        | 21        |

#### Helyezések fordulónként
| Forduló  | 1  | 2  | 3  | 4  | 5 | 6  | 7  | 8  | 9 | 10 | 11 | 12 | 13 | 14 | 15 | 16 | 17 | 18 | 19 | 20 | 21 | 22 | 23 | 24 | 25 | 26 | 27 | 28 | 29 | 30 |
| -------- | -- | -- | -- | -- | - | -- | -- | -- | - | -- | -- | -- | -- | -- | -- | -- | -- | -- | -- | -- | -- | -- | -- | -- | -- | -- | -- | -- | -- | -- |
| Helyszín | O  | I  | I  | O  | I | O  | I  | O  | I | O  | I  | O  | I  | O  | I  | I  | O  | O  | I  | O  | I  | O  | I  | O  | I  | O  | I  | O  | I  | O  |
| Eredmény | GY | V  | GY | GY | D | GY | GY | GY | D | GY | D  | GY | D  | D  | D  | GY | GY | GY | GY | GY | D  | GY | GY | GY | V  | D  | V  | GY | V  | V  |
| Helyezés | 7  | 12 | 5  | 2  | 4 | 2  | 1  | 1  | 1 | 1  | 2  | 2  | 2  | 2  | 2  | 2  | 1  | 1  | 1  | 1  | 1  | 1  | 1  | 1  | 2  | 2  | 2  | 2  | 2  | 2  |

Helyszín: O = Otthon; I = Idegenben. Eredmény: GY = Győzelem; D = Döntetlen; V = Vereség.

### Magyar kupa
| 3. forduló 2008. szeptember 3. 15:30 |

| Vecsési FC                                      | 1 – 1               | Újpest                                                      |
| ----------------------------------------------- | ------------------- | ----------------------------------------------------------- |
| Lukács 10' Hungler 12' Csillag 30' Mészáros 56' | (0 – 0) Jegyzőkönyv | Simon 12' Széki 21' Božić 40' Kiss 42' Ćutuk 60′ Remili 63' |

| Városi stadion, Vecsés Játékvezető: Veizer Roland (magyar) |

- Tizenegyesrúgások (4 – 6) után az Újpest FC jutott tovább.

| 4. forduló 2008. szeptember 24. 15:30 |

| Tuzsér SE                      | 1 – 2               | Újpest                                          |
| ------------------------------ | ------------------- | ----------------------------------------------- |
| Orgován 64' Lovas 69' Iván 85' | (0 – 0) Jegyzőkönyv | Széki 58' 18' Remili 74' Jucemar 63' Lipták 76' |

| Tuzsér Játékvezető: Farkas Ádám (magyar) |

| 5. forduló Első mérkőzés 2008. október 8. 17:30 |

| Bőcs KSC             | 0 – 3               | Újpest                          |
| -------------------- | ------------------- | ------------------------------- |
| Jeney 33' Martis 60' | (0 – 0) Jegyzőkönyv | Simon 61' Božić 62' Jucemar 89' |

| Bőcs Játékvezető: Bede Ferenc (magyar) |

| 5. forduló Visszavágó 2008. október 22. 18:00 |

| Újpest                                               | 7 – 0               | Bőcs KSC |
| ---------------------------------------------------- | ------------------- | -------- |
| Foxi 24' 42' 66' Simon 35' Üveges 37' Remili 58' 81' | (4 – 0) Jegyzőkönyv |          |

| Szusza Ferenc Stadion, Budapest Játékvezető: Farkas Ádám (magyar) |

| Negyeddöntő Első mérkőzés 2009. március 11. 18:00 |

| MTK Budapest                                | 1 – 2               | Újpest                                                         |
| ------------------------------------------- | ------------------- | -------------------------------------------------------------- |
| Lencse 66' Vadnai 15' Pintér 26′ Zsidai 53' | (0 – 2) Jegyzőkönyv | Kabát 26' Simon 38' Remili 55' Ćutuk 69' Malone 71' Stokes 89' |

| Hidegkuti Nándor Stadion, Budapest Nézőszám: 2 000 Játékvezető: Bognár Tamás (magyar) |

| Negyeddöntő Visszavágó 2009. március 17. 18:00 |

| Újpest                                          | 2 – 3               | MTK Budapest                                               |
| ----------------------------------------------- | ------------------- | ---------------------------------------------------------- |
| Simon 19' 35' Foxi 56' Jucemar 82' Korcsmár 90' | (2 – 1) Jegyzőkönyv | Lencse 36' Hrepka 76' Szabó 85' 86′ Kanta 55' Lambulić 81' |

| Szusza Ferenc Stadion, Budapest Nézőszám: 2 373 Játékvezető: Solymosi Péter (magyar) |

- Idegenben lőtt több góllal az MTK Budapest jutott tovább.

### Ligakupa

#### Csoportkör (C csoport)
| 1. forduló 2008. október 1. 16:00 |

| Kaposvári Rákóczi   | 2 – 4               | Újpest                           |
| ------------------- | ------------------- | -------------------------------- |
| Reszli 24' Tabi 78' | (1 – 3) Jegyzőkönyv | Foxi 14' Lázár 29' Szabó 35' 60' |

| Rákóczi Stadion, Kaposvár Játékvezető: Pánczél Krisztián (magyar) |

| 2. forduló 2008. október 14. 19:00 |

| Újpest     | 0 – 0               | Paksi FC |
| ---------- | ------------------- | -------- |
| Szekér 57' | (0 – 0) Jegyzőkönyv |          |

| Szusza Ferenc Stadion, Budapest Játékvezető: Varga László (magyar) |

| 3. forduló 2008. október 29. 17:00 |

| Pécsi MFC              | 1 – 1               | Újpest               |
| ---------------------- | ------------------- | -------------------- |
| Horváth 14' Lantos 23' | (1 – 0) Jegyzőkönyv | Simon 53' Remili 39' |

| PMFC Stadion, Pécs Játékvezető: Sulyok Gergely (magyar) |

| 4. forduló 2008. november 5. 13:30 |

| Dunaújváros FC                  | 1 – 3               | Újpest                               |
| ------------------------------- | ------------------- | ------------------------------------ |
| Anthony 63' Nagy 13' Facskó 22' | (0 – 2) Jegyzőkönyv | Foxi 4' 57' 31' Simon 34' Bogdán 63' |

| Dunaújváros Játékvezető: Berger József (magyar) |

| 5. forduló 2008. november 12. 19:00 |

| Újpest                           | 2 – 1               | Zalaegerszegi TE |
| -------------------------------- | ------------------- | ---------------- |
| Szekér 51' Remili 52' Üveges 44' | (0 – 0) Jegyzőkönyv | Pekič 86'        |

| Szusza Ferenc Stadion, Budapest Játékvezető: Németh Ádám (magyar) |

| 6. forduló 2008. november 22. 15:00 |

| Újpest                    | 2 – 4               | Kaposvári Rákóczi                                      |
| ------------------------- | ------------------- | ------------------------------------------------------ |
| Foxi 34' Rajczi 87' 90+3′ | (1 – 4) Jegyzőkönyv | Petrók 13' Nikolics 16' 42' Ćutuk 39' (öngól) Grúz 74' |

| Szusza Ferenc Stadion, Budapest Játékvezető: Solymosi Péter (magyar) |

| 7. forduló 2008. november 29. 15:00 |

| Paksi FC                                     | 3 – 1               | Újpest                  |
| -------------------------------------------- | ------------------- | ----------------------- |
| Kiss 47' 90' Heffler 76' Vári 6' Horváth 45' | (0 – 1) Jegyzőkönyv | Foxi 25' 45' Üveges 58' |

| Fehérvári úti stadion, Paks Játékvezető: Arany Tamás (magyar) |

| 8. forduló 2008. december 7. 13:00 |

| Újpest                                       | 4 – 0               | Pécsi MFC  |
| -------------------------------------------- | ------------------- | ---------- |
| Lipták 27' Foxi 56' Simon 67' Remili 71' 28' | (1 – 0) Jegyzőkönyv | Lantos 44' |

| Szusza Ferenc Stadion, Budapest Játékvezető: Iványi Zoltán (magyar) |

| 9. forduló 2009. február 7. 19:00 |

| Újpest                                                            | 5 – 1               | Dunaújváros FC                    |
| ----------------------------------------------------------------- | ------------------- | --------------------------------- |
| Tisza 14' Božić 20' 71' Rajczi 24' Kabát 39' Simon 88' Remili 70' | (4 – 1) Jegyzőkönyv | Marques 34' Nagy 22' Homonyik 47' |

| Szusza Ferenc Stadion, Budapest Játékvezető: Böcskei Balázs (magyar) |

| 10. forduló 2009. február 14. 15:00 |

| Zalaegerszegi TE                                              | 2 – 3               | Újpest                           |
| ------------------------------------------------------------- | ------------------- | -------------------------------- |
| Balázs 59' Waltner 90+3' Kocsárdi 34' Pavićević 45' Botis 63' | (0 – 1) Jegyzőkönyv | Kabát 10' 68' Foxi 90' Božić 80' |

| ZTE Aréna, Zalaegerszeg Játékvezető: Szabó Zsolt (magyar) |

#### A C csoport végeredménye
| Színmagyarázat | Színmagyarázat                                                 |
| -------------- | -------------------------------------------------------------- |
|                | A csoportelső és csoportmásodik bejutott a negyeddöntőbe.      |
|                | A csoport többi helyezettje nem folytathatta a kupaszereplést. |

| Csapat            | M  | Gy | D | V | Lg | Kg | Gk  | P  |
| ----------------- | -- | -- | - | - | -- | -- | --- | -- |
| Újpest            | 10 | 6  | 2 | 2 | 25 | 15 | +10 | 20 |
| Pécsi MFC         | 10 | 6  | 2 | 2 | 24 | 14 | +10 | 20 |
| Kaposvári Rákóczi | 10 | 6  | 1 | 3 | 26 | 20 | +6  | 19 |
| Zalaegerszegi TE  | 10 | 4  | 1 | 5 | 15 | 15 | 0   | 13 |
| Paksi FC          | 10 | 3  | 2 | 5 | 17 | 14 | +3  | 11 |
| Dunaújváros FC    | 10 | 0  | 2 | 8 | 11 | 40 | -29 | 2  |

#### Negyeddöntő
| Első mérkőzés 2009. március 4. 14:30 |

| Győri ETO                                               | 3 – 2               | Újpest                               |
| ------------------------------------------------------- | ------------------- | ------------------------------------ |
| Pákolicz 25' Kiss 27' Alekszidze 88' Bicák 19' Jäkl 62' | (2 – 0) Jegyzőkönyv | Simon 51' Popovics 85' Privigyei 39' |

| ETO Park, Győr Játékvezető: Kassai Viktor (magyar) |

| Visszavágó 2009. március 26. 18:00 |

| Újpest                         | 1 – 2               | Győri ETO                                             |
| ------------------------------ | ------------------- | ----------------------------------------------------- |
| Kabát 82' Rajczi 39' Božić 87' | (0 – 2) Jegyzőkönyv | Bicák 15' 16' Sánta 45' 36' Stevanović 39' Dorogi 44' |

| Szusza Ferenc Stadion, Budapest Játékvezető: Szilasi Szabolcs (magyar) |

## Külső hivatkozások
- Az Újpest FC hivatalos honlapja
- A Magyar Labdarúgó Szövetség honlapja, adatbankja
- Újpest szurkolói portál